# قرص گلو

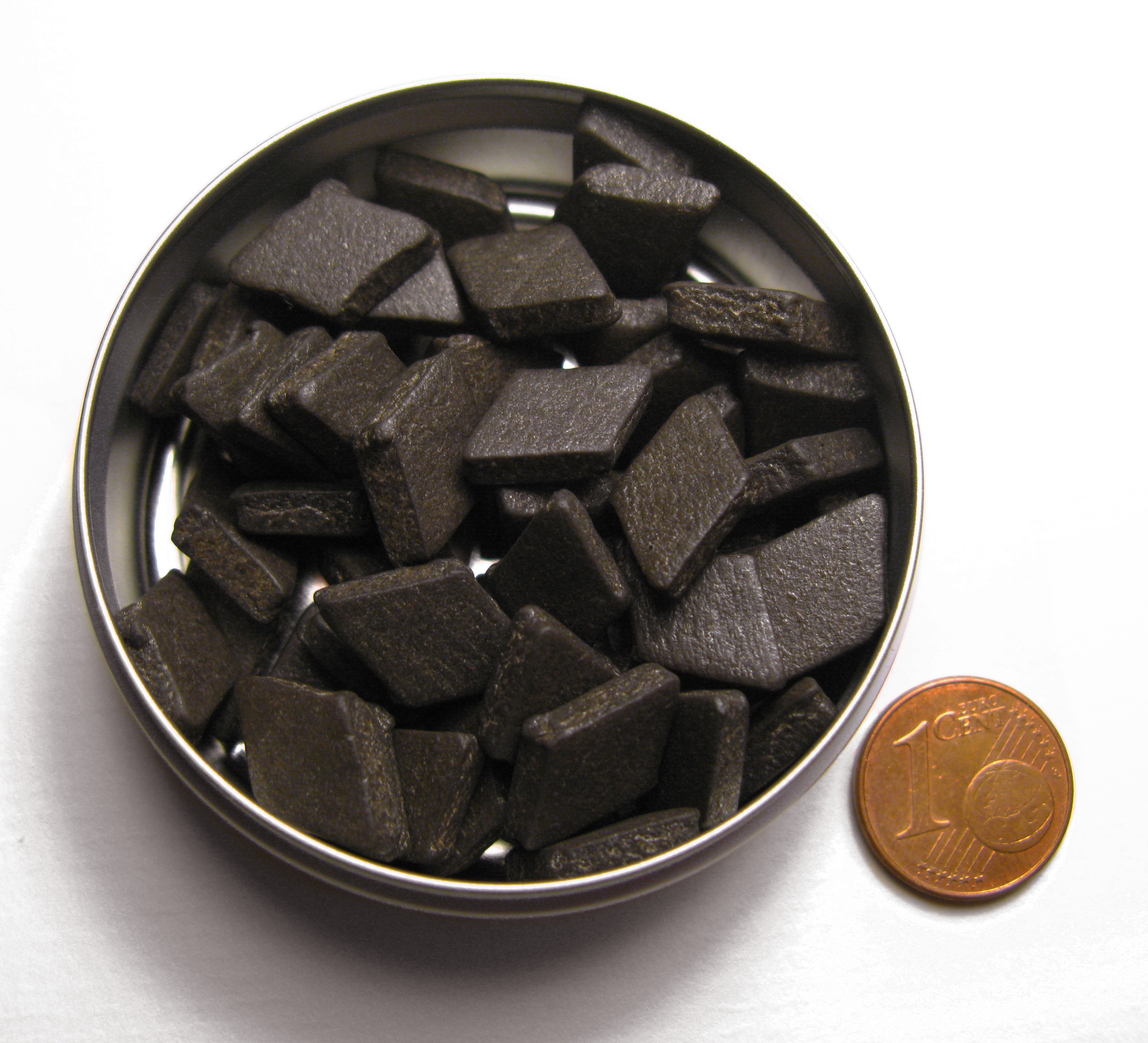
یک ظرف قلعی حاوی قرص‌های مکیدنی، در اروپا این قرص‌ها به عنوان درمان بدون نسخه و سنتیِ گلودرد مورد استفاده قرار می‌گیرد.

قرص گلو یا قرص مکیدنی (به انگلیسی: Throat lozenge) قرص کوچکی است که برای توقف سرفه به آرامی در دهان حل می‌شود، و معمولاً برای تسکین گلودرد در داروخانه‌ها قابل دسترس است. قرص گلو ممکن است حاوی بنزوکائین، بی‌حس کننده یا روغن اکالیپتوس باشند. قرص گلو قدمت بسیار طولانی دارد اما رفته رفته انواع امروزی تر آنان جایگزین شد.